# Эккинг, Антон
Антон Эккинг (фр. Anton Hekking, в США Хеккинг; 7 сентября 1855, Гаага — 18 ноября 1935, Берлин) — французский виолончелист.

## Биография
Принадлежал к известной музыкальной семье: был сыном пианиста Робера Жерара Эккинга (1810—1875) и братом виолончелиста Андре Эккинга, племянником виолончелиста Шарля Эккинга, у которого в значительной степени учился, и двоюродным братом Жерара Эккинга. Занимался в Гааге под руководством Йозефа Гизе, затем в 1873—1878 гг. был студентом Парижской консерватории, ученик Пьера Шевийяра и Леона Жаккара.
Дебютировал в составе городского оркестра Утрехта в возрасте 17 лет и затем успешно сочетал карьеру оркестранта, ансамблиста и солиста. В 1880 г. поступил в оркестр Беньямина Бильзе и двумя годами позже был среди соучредителей Берлинского филармонического оркестра. В 1889—1891 гг. первая виолончель Бостонского симфонического оркестра, одновременно участник известного Квартета Кнайзеля; в 1895—1898 гг. первая виолончель Нью-Йоркского симфонического оркестра — в этот период также выступал в составе квартета (в частности, вместе с Адольфом Бродским). С 1898 г. работал в Берлине: преподавал в Консерватории Штерна, играл в струнном квартете Густава Холлендера (недолгое время) и в фортепианном трио вместе с Артуром Шнабелем (1902—1904) и сменившим его Кларенсом Адлером (партию скрипки исполнял Альфред Виттенберг) — продолжая при этом гастролировать в разных странах, в том числе в США.
Сохранились некоторые записи Эккинга — «Элегия» Жюля Массне (записана в 1911 г.), «Грустная песенка» П. И. Чайковского, «Колыбельная» Бенжамена Годара и др.